# Ljungby IF

Ljungby IF är en fotbollsklubb från Ljungby, som grundades den 1 april 1914. Hemmaarena är Lagavallen Ljungby, där Sveriges första hybridgräsmatta anlades 2016.

## Historia
Föreningen har haft en mångfald av sektioner genom åren, inklusive boxning, bordtennis, cykelsport, friidrott, ishockey och skidsport. I dagsläget är föreningen emellertid en renodlad fotbollsförening. Flera av de tidigare sektionerna har genom åren bildat egna föreningar.
Under friidrottstävlingarna på Lagavallen den 6 augusti 1944 fanns Gunder Hägg på plats, liksom 3 563 åskådare. Ett publikrekord som stod sig länge. 
1946 blev Ljungby IF DM-mästare i ishockey.
På 1950-talet tävlade Egon Nilsson för föreningen. Han kom 1953 på tredje plats på SM i tiokamp, och 1956 tog han ett nytt SM-brons i höjdhopp.
Under 1960-talet vann Ljungby IF:s damlag SM-guldet i bordtennis 1964, 1965, 1966 och 1968.

### Fotbollen
Herrfotbollen fanns givetvis med redan i starten av föreningen, men Ljungby IF startade förhållandevis tidigt även upp sin damfotboll, 1972. Flera spelare har deltagit i flicklandslag.
Under 1980- och 1990-talet förekom matcher mot engelska och skotska ligalag, då det kom till Sverige på träningsläger. Luton Town, Queens Park Rangers och Wolverhampton Wanderers har spelat match på Lagavallen, liksom Benfica, då med Eusebio som tränare, som den 28 juli 1992 mötte Ljungby IF. 
Den största sportsliga fotbollsframgången för föreningen kom 1999 då herrlaget spelade kval till Superettan 2000 mot Östers IF. Matchen på Lagavallen korrigerade publikrekordet till 3 725 besökare. Östers IF lyckades slutligen vinna med uddamålet i ett dubbelmöte föreningarna emellan.
Ljungby IF är Ljungby stads största idrottsförening och tillika Smålands största fotbollsförening på ungdomssidan. Föreningen har både dam- och herrlag i fotboll på agendan. Man är även känd för sin stora satsning på ungdomssidan, där man har c:a 900 spelare varav c:a 250 flickor. 
Herrlaget spelar 2019 i division 4.

## Damer
Damlaget spelar 2019 i division 2.

## Landslagsmän genom tiderna
FriidrottEgon Nilsson, 1961
BordtennisLena Gunst, 1963
FotbollCurt Eriksson, 1964
FotbollRade Prica, 1995

## Utmärkelser
- Årets överraskning 1999 (Radio Kronoberg)
- Månadens förening juni 2003 (Riksidrottsförbundet)
- Årets ungdomsförening 2004 (Smålands FF)